# Teddy Ray
Theadore Rashaun Brown (* 30. Juli 1990 in Los Angeles, Kalifornien; † 12. August 2022 in Rancho Mirage, Kalifornien), Künstlername Teddy Ray, war ein US-amerikanischer Schauspieler und Komiker.

## Leben
Ray war der Sohn von Tammi Pettigrew; seine leiblichen Eltern ließen sich in seiner Kindheit scheiden. Als er neun Jahre war, heiratete seine Mutter erneut; das Paar ließ sich zehn Jahre später wieder scheiden. Der Kontakt zu seinem Stiefvater blieb weiter bestehen. Seine Schwester Courtney heiratete im Oktober 2019. Einige Quellen geben Rays Vornamen mit Theodore anstatt Theadore an.
Ray, der zuletzt in Gardena lebte, starb im Alter von 32 Jahren. Laut dem Büro des Riverside County Sheriff wurde Ray von einem Wartungsmitarbeiter tot in einem Pool in Rancho Mirage treibend aufgefunden; seitens der Beamten geht man von keinem Fremdverschulden aus.

## Karriere
Ray begann seine Karriere mit Stand-up-Comedy in Clubs in und um Los Angeles, später war er auch regelmäßig vor der Kamera zu sehen, beispielsweise als wiederkehrender Gast in PAUSE with Sam Jay.
Er wurde landesweit bekannt, als er bei Comic View auf dem Fernsehsender BET auftrat. Danach folgten Formate wie Wild ’N Out, ALL Def Comedy auf HBO und Colossal Clusterfest. Er war zudem Co-Moderator der MTV-Comedysendung Messyness. Der Figur Teddy der Comedy-Central-Zeichentrickserie How to Be Broke lieh er seine Stimme.
Im deutschen Sprachraum wurde Ray unter anderem von Tim Sander synchronisiert.

## Filmografie (Auswahl)
- 2011: Over the Hill (Fernsehfilm)
- 2012: Wish Wise (Kurzfilm)
- 2015: Worldstar Headquarters (Fernsehserie)
- 2016: Ciaran the Demon Hunter
- 2016: Major Deal
- 2017: Add-TV (Fernsehserie)
- 2017: BSU: Black Student Union (Fernsehserie)
- 2017: Channel 39 (Miniserie)
- 2017: All Def Comedy (Fernsehserie)
- 2017: Playlist (Fernsehfilm)
- 2018: Savage News (Fernsehserie)
- 2017–2018: How to Be Broke (Fernsehserie)
- 2018: Bad Vibes (Fernsehserie)
- 2018: Funny Fat Guy
- 2019: Perfectly Single
- 2020: Blunt Opinion (Fernsehserie)
- 2021: Pause with Sam Jay (Fernsehserie)
- 2021: Cancel Court (Fernsehserie)
- 2022: Off-Fairfax (Kurzfilm)
- 2023: House Party
- Scroll Wheel of Time (Fernsehserie; abgedreht)